# Апостольский нунций на Барбадосе
Апостольский нунций на Республике Барбадос — дипломатический представитель Святого Престола на Барбадосе. Данный дипломатический пост занимает церковно-дипломатический представитель Ватикана в ранге посла. Апостольская нунциатура на Барбадосе была учреждена на постоянной основе 19 апреля 1979 года.
В настоящее время Апостольским нунцием на Барбадосе является архиепископ Сантьяго Де Вит Гусман, назначенный Папой Франциском 12 ноября 2022 года.

## История
Апостольская нунциатура на Барбадосе была учреждена на постоянной основе 19 апреля 1979 года, бреве «Publicis necessitudinis» папы римского Иоанна Павла II. Однако апостольский нунций не имеет официальной резиденции на Барбадосе, в его столице Бриджтауне и является апостольским нунцием по совместительству, эпизодически навещая страну. Резиденцией апостольского нунция на Барбадосе является Порт-оф-Спейн — столица Тринидада и Тобаго.

## Апостольские нунции на Барбадосе
- Поль Фуад Табет — (9 февраля 1980 — 11 февраля 1984 — назначен апостольским про-нунцием в Белизе);
- Мануэл Монтейру де Каштру — (25 апреля 1987 — 21 августа 1990 — назначен апостольским нунцием в Сальвадоре);
- Эудженио Сбарбаро — (1 февраля 1991 — 26 апреля 2000 — назначен апостольским нунцием в Югославии);
- Эмиль-Поль Шерриг — (20 января 2001 — 22 мая 2004 — назначен апостольским нунцием в Корее);
- Томас Галликсон — (20 декабря 2004 — 21 мая 2011 — назначен апостольским нунцием на Украине);
- Никола Джирасоли — (29 октября 2011 — 16 июня 2017 — назначен апостольским нунцием в Перу);
- Фортунатус Нвачукву — (4 ноября 2017 — 17 декабря 2021 — назначен постоянным наблюдателем Святого Престола при отделении ООН и специализированных учреждений ООН в Женеве);
- Сантьяго Де Вит Гусман — (12 ноября 2022 — по настоящее время).